# Lielvārdes bånd
Lielvārdes bånd (lettisk: Lielvārdes josta) er i Letland et traditionelt bånd vævet i hør og bomuld, der som regel bæres som en del af folkedragter. Båndet er vævet i to farver, rødt og hvidt, er fem til ti centimer bredt og op til 270 centimeter langt. Båndet kan have op til 22 forskellige kombinationer af geometriske ornamenter, der vises i mønstre og ikke gentages i hele bæltets længde. Bæltets historiske oprindelse er fra området sydøst for hovedstaden Riga, hvor de historiske landskaber Livland og Semgallen mødes. Bæltet er optaget i den officielle lettiske kulturkanon som symbol på den lettiske identitet. Dele af symbolerne vises på de nuværende lettiske pengesedler.